# Puya
För växtsläktet, se Puya (växter).
Puya är ett latin metalband från San Juan, Puerto Rico. 
Bandet består av medlemmarna Sergio Curbelo, Ramon Ortiz, Harold Hopkins Miranda och Eduardo Paniagua och grundades 1988. De gick från början under namnet Whisker Biscuit och spelade då enbart instrumentalmusik. 1992 gick sångaren Sergio Curbelo med i bandet och de flyttade till Fort Lauderdale i Florida, USA där de skapade sig en musikstil som var en mix av salsa och heavy metal. De tog sig namnet Puya 1994 efter att ha lanserat en demoutgivning och de var det första rockbandet från Puerto Rico som nådde stora framgångar inom sin genre. De släppte sitt första album Puya 1995 och detta följdes av albumen Fundamental (1999) och Union (2001). Eftersom försäljningssiffrorna för Union inte mötte skivbolaget MCA:s förväntningar förnyades inte Puyas kontakt, som gick ut 2002. 2010 släpptes en EP under namnet Areyto.

## Medlemmar

### Nuvarande medlemmar
- Ramón Ortíz (Ramón Ortíz Picó) – gitarr (1992–2004, 2009– )
- Harold Hopkins Miranda – basgitarr (1992– )
- Eduardo Paniagua (Eduardo Paniagua Latimer) – trummor (1993–2005, 2009– )
- Sergio Curbelo (Sergio Curbelo Cosme) – sång (1992–2005, 2009–2018, 2020– )

### Tidigare medlemmar
- Joshyn (José Ignacio Rodríguez) – trummor (1992–1993)
- Eddie Macías – sång (1992)
- Diego Romero – sång (2018–2020)

## Diskografi

### Studioalbum
- 1995 – Puya
- 1999 – Fundamental
- 2001 – Union

### Livealbum
- 2002 – Live in Puerto Rico
- 2014 – Vital

### EP
- 2010 – Areyto